# Almindelig hjertetræ
Almindelig hjertetræ (Cercidiphyllum japonicum) er en stor, løvfældende busk eller et lille, mangestammet træ. 

## Beskrivelse
Vækstformen er smalt tragtformet med oprette sidegrene og overhængende, tynde kviste. Barken er først glat og rødligt-brun, men den bliver snart grå og glat. Til sidst er barken furet og mørkegrå. 
Knopperne er modsatte eller let forskudte, krumme og røde. Ved enden af skuddet sidder to knopper, som ligner en krabbeklo. Bladene er hjerteformede med klart røde stilke og grovtakket rand. I udspring er de rødlige, men snart efter bliver oversiden blågrøn, mens undersiden er lysere. Høstfarven er gul til lyserød og samtidigt dufter løvet af kanel og karamel. Bladenes høstfarve er klart smukkest på sur bund.
Blomsterne ses før løvspring. De hanlige planter har kun støvdragere, som sidder i små kvaste, men de hunlige har klart røde blomsterblade i små bundter. Frugterne ses meget sjældent i Danmark, men det er små kapsler, der er bøjede som små bananer.
Rodnettet er hjerteformet, hvis ellers iltforholdene i jorden tillader det. Siderødderne er meget tæt forgrenede og ligger lige under jordoverfladen. 
Højde x bredde og årlig tilvækst: 8 × 4,5 m (30 × 15 cm/år). 

## Hjemsted
Hjertetræet vokser på kølige, skyggefulde steder langs floder og bække i bjergene vest for byen Sapporo på Hokkaido. Her optræder den sammen med bl.a. Zelkova serrata, Magnolia obovata, Kalopanax pictus, Sasa veitchii, Vitis coignetiae og klatrehortensie.
- Almindelig hjertetræ - Cercidiphyllum japonicum